# 더 메뉴
"더 메뉴"(영어: The Menu)는 2022년 개봉한 미국의 블랙 코미디 공포 영화로, 마크 마이로드가 감독을 맡았다.

## 출연진

### 주연
- 레이프 파인스 - 줄리언 슬로윅 역
- 안야 테일러조이 - 마고 / 에린 역
- 니컬러스 홀트 - 타일러 역

### 조연
- 재닛 맥티어 - 릴리언 역
- 리드 버니 - 리처드 역
- 주디스 라이트 - 앤 역
- 존 레귀자모 - 조지 디아즈 역
- 아미 카레로 - 펠리시티 역
- 홍 차우 - 엘사 역
- 폴 에델스틴 - 테드 역
- 아투로 카스트로 - 소렌 역
- 롭 양 - 브라이스 역
- 마크 세인트 시어 - 데이브 역
- 레베카 쿤 - 린다 슬로윅 역
- 크시스티나 브루카토 - 캐서린 켈러 역
- 애덤 앨더크스 - 제러미 라우덴 역
- 매튜 콘웰 - 해안 경비대원 역
- 피터 그로스즈 - 소믈리에 역